# A narai Nagy Buddha

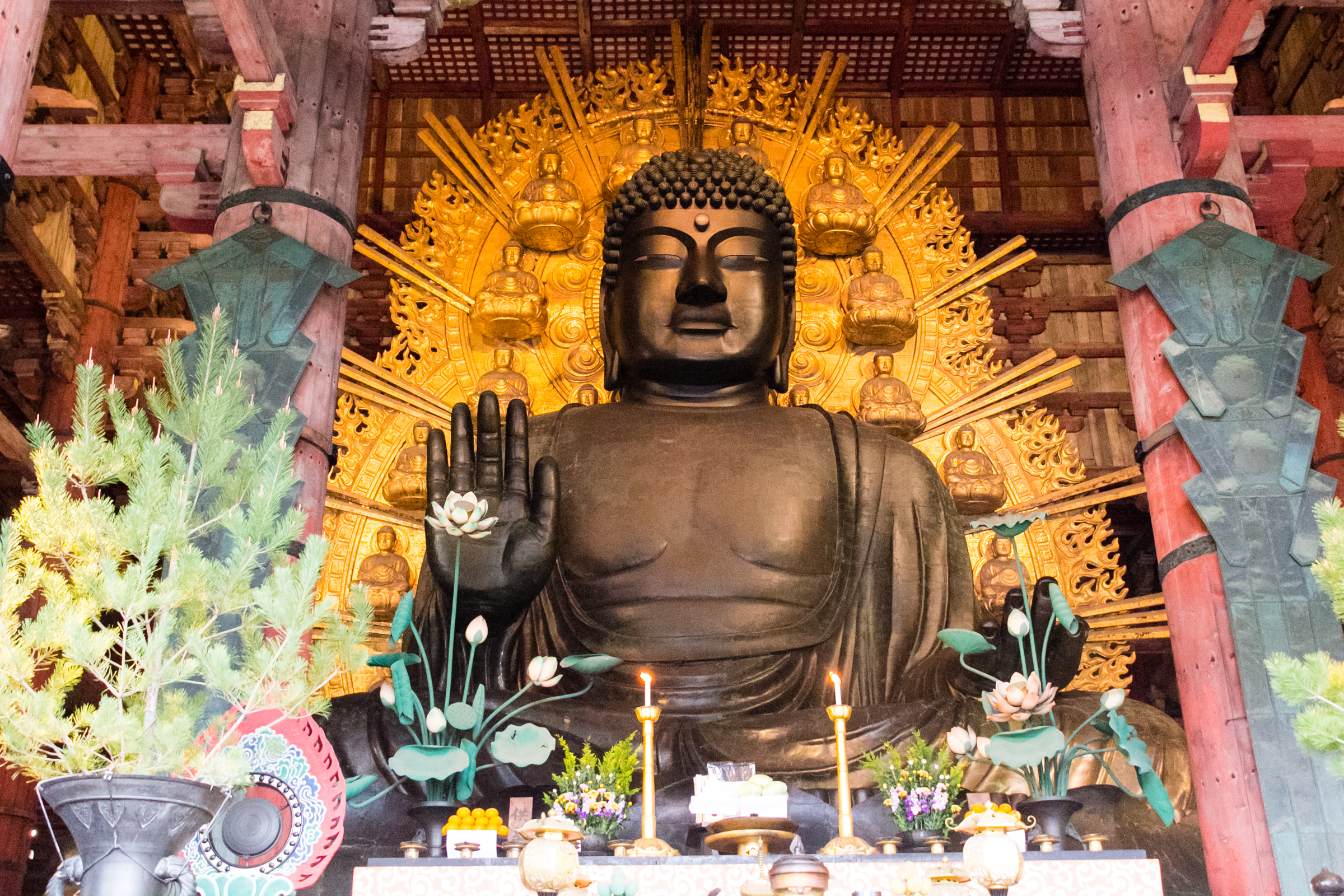
A narai Nagy Buddha

A narai Tódaidzsiben található Nagy Buddhát (daibucu) a világ legnagyobb bronzszobraként tartják számon. Vairócsanát, azaz a kozmikus Buddhát ábrázolja, akit Rusana Buddhának, japánul pedig Dainicsi Nyorainak is neveznek. Az egész Japánt behálózó templomrendszer impozáns sarokkövének számít, 1958. február 8-dika óta a japán nemzeti örökség részét képezi.

## Története
A buddhizmus még a VI. században, az Aszuka-kor idején került Japánba, s már ekkor is több Buddha-szobor készült.
A késői Nara-kor számos változást hozott az ország életébe. Ebben az időben a főváros még Fudzsivarában helyezkedett el, azonban az akkori uralkodó, Genmei császárnő új főváros építését rendelte el, majd 710-ben áthelyezte székhelyét Heidzsó-kjóba, a mai Narába. A költözés hivatalos indoka Fudzsivara kedvezőtlen földrajzi helyzete volt, az új főváros felépítése valószínűleg mégis az állam szilárdságát és tartósságát volt hivatott jelképezni az egyre erősödő társadalmi és politikai bizonytalanság közepette.
A narai Daibucu munkálatai az akkori császár, Sómu rendeletének megfelelően kezdődtek meg. Az uralkodó igen nagy pártolója volt a buddhizmusnak, amely ugyan még nem volt teljes mértékben elfogadott, de már gyökeret vert az országban. A császár varázslatos tényezőként tekintett erre a vallásra, amelynek rítusairól úgy vélte, hozzásegíthetnek a jó terméshez, s visszaszoríthatják a betegségeket. Ugyanakkor hatalmi okokból is biztosítani akarta magának az egyház támogatását a buddhizmus államvallássá emelésével.
Sómu 743-ban rendeletet adott ki, melyben a következőket írja:
„A tartományok tulajdonában lévő réz használatához, a szobor kiöntéséhez, s a csarnok felépítéséhez, melyben eme szobrot helyezzük majd el, Buddhához megtértként a nép segítségét kérjük, hogy mindnyájan elérhessük a Buddha-természetet, s részesülhessünk földünk eljövendő gazdagságában. Mi birtokoljuk földünk nyersanyagait, s könnyedén használhatnánk a szobor elkészítéséhez. Azonban a szív kívánságaihoz nehéz ily módon viszonyulni. [...] Így azt kérjük a hívőktől, napjában háromszor imádkozzanak Rushana Buddhához, s érzéseiknek megfelelően járuljanak hozzá a szobor elkészüléséhez. [...] Legyetek tudatában, hogy akaratunk szerint ezen rendelet nevében semmilyen hivatali biztos nem kényszeríthet benneteket az adakozásra.”

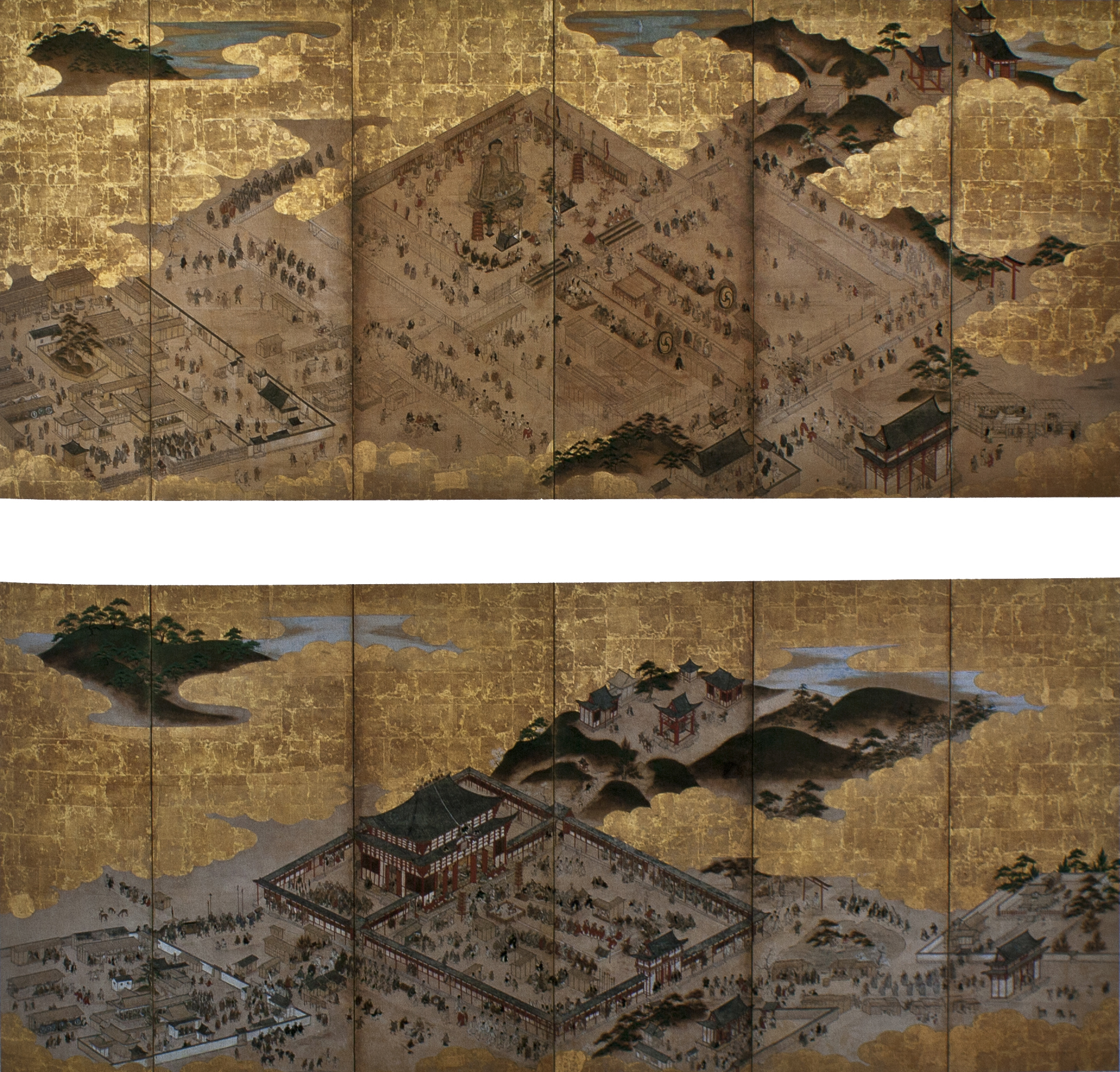
Nara- és Edo-kori festmények a Daibucu és csarnokának felavatásáról

A császár ugyanekkor jelentette ki, hogy a japán napistennő, Amateraszu és Buddha egy és ugyanazon hit két megjelenési formája. Ugyanis amikor Sómu elhatározta, szobrot öntet, Buddha-ereklyét küldetett egy szerzetessel Amateraszunak a sintó vallás legfőbb központjába, az Iszei nagyszentélybe. A történet szerint az istennő jelezte a küldöttnek, hogy nem neheztel ezért, mivel mindig is Vairócsana Buddha egyik megjelenési formájának tartotta magát.
Mikor mindent készen állt, nekiláttak a szobor öntésének, amelyben a legenda szerint Sómu császár is részt vett, s vödörszámra hordta el a keletkezett szemetet. Az öntés nem volt sikeres: még nyolc alkalommal ismételték meg, mire végül 749-re elkészült a mű.
Ugyanebben az évben fedezték fel, hogy túl kevés arannyal rendelkeznek a szobor bevonásához. Hamarosan hírek érkeztek, melyek szerint az északon található Mucu tartományban aranyat találtak. Ez volt az első ilyen felfedezés, Sómu császár pedig Rushana Buddha áldásának nyilvánította.
A szobor elkészítése jelentős gazdasági megterheléssel járt, befejezésekor az általános kimerülés jelei mutatkoztak az országban. Így a későbbi időkben inkább kisebb szobrok alkotására szorítkoztak.
Felavatására, azaz a Nagy Buddha szemének kinyitására (kaigen) 752-ben került sor, egy Szenna Bodai nevű indiai buddhista pap vezetésével. Jelen volt többek közt a császári pár, a legmagasabb rangú hivatalnokok, papok és apácák: legalább tízezer ember vett részt az avatáson. Nara lakossága ebben az időben körülbelül 100,000 embert számlált, ebből is látható, mekkora jelentőségű volt ez az esemény. Több templomból érkezett muzsikusok feleltek a zenéért a ceremónián, tánc és énekszó zengte be a Nagy Buddha csarnokát. A Soku Nihongi szerint nem volt még ehhez fogható buddhista ünnepély Japánban.
Azonban a katasztrófák a magasztos felavatás ellenére sem kímélték sem a Daibucut, sem a Tódai-dzsit. 855-ben egy földrengés következtében letört a szobor karja, melyet csak 861-ben állítottak helyre. Az 1180-ban pusztító tűzvészkor egyik keze és a feje sérült meg, utóbbi az 1567-es tűznél is megrongálódott, és a földre zuhant.
A XVI. század második felében dúló polgárháború idején nemcsak a szobor, hanem szinte az egész templomegyüttes leégett, egyedül a déli kapu, a Nandaimon maradt ép.
A keletkezett károkat 1692-ben állították helyre, a mai szobor lényegében ebből az évből származik. Többször öntötték újra, és restaurálták, így a mostani Daibucu már egyáltalán nem hasonlít az egykori Nagy Buddhához: egyetlen eredetiben ránk maradt része a hatalmas talapzat.

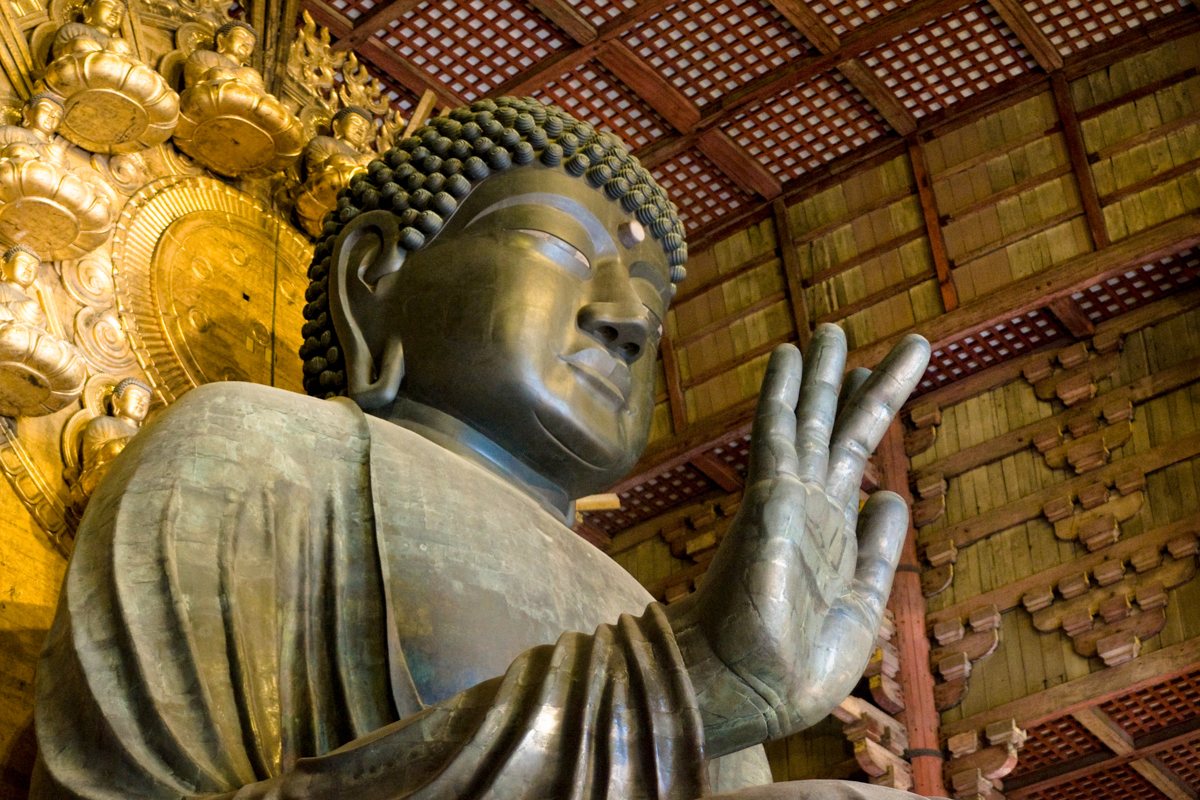
A Daibucu közelről

## Adatai
Az eredeti szobor elkészítéséhez körülbelül 452 tonna bronzot, 75 kg higanyt és 130 kg aranyat használtak fel. Ezek az értékek némileg változtak minden újraöntésnél.  A Kansai Egyetem professzora, Miramoto Kacuhiro szerint jelenlegi értéke nagyjából 465 700 millió jen. Összesen körülbelül 2,6 millió ember vett részt a munkálatokban, és majdnem 28 évig tartott, mire teljesen elkészült.
Az eredeti szobor valamivel nagyobb volt a ma láthatónál, egész pontosan 16,2 méter magas, azonban a későbbi újraöntéseknek köszönhetően mérete 14,7 méterre csökkent. Arca 4,9 méter, fülei 2,4 méter hosszúak.

### Az aranyozás menete
Elsőként a felhasználni kívánt aranyat higanyban oldották fel. Ehhez tömérdek mennyiségű faszenet használtak fel, és rengeteg ember munkáját vették igénybe. Az olvasztás után egy ezüstös folyadék, aranyamalgám keletkezett, amelyet a szobor felületére vittek fel. Ezután tűzzel melegítették, majd a higany teljes elpárolgása után csak az arany szín maradt vissza.

### Stílusa
A késői Nara-kor művészetére nagy hatást gyakorolt a Kínával fenntartott kapcsolat. Ez jól látható a gazdag kultikus buddhista szobrászat ekkoriban kialakult műremekein is.
A Daibucu öltözete redőzött, keze adakozó és félelem-eloszlató tartásban nyugszik: feltartott jobb tenyerével gondolkodásra, elmélkedésre ösztönöz, baljával kéréseket teljesít és ajándékait osztja.
20 méter átmérőjű talapzata 56 darab, 3 méter magas sziromból álló lótuszkelyhet formáz, melynek leveleire a buddhista világegyetem finom vonalú ábráját vésték. A szobor mögött látható aranyozott fa dicsfényből kiemelkedő 16 alak Buddha inkarnációit jelenítik meg. A mögötte látható faoszlopon hasadék található, amelyen a templomba érkező zarándokok átbújhatnak. A legenda szerint ez a Paradicsomba vezet.

## Csarnoka
A Tódaidzsi főcsarnokát gyakran emlegetik a világ legnagyobb fából készült épületeként. Itt található maga a Daibucu is, ezért a Nagy Buddha csarnokának, azaz Daibucudennek is nevezik. A Nagy Buddhán kívül egyéb kisebb szobrok is helyet kaptak benne. Hossza egykoron 88 méter, mélysége 51 méter, magassága 48 méter volt. 1180-ban leégett, a XIII. sz. elején építették újjá, csak hogy 1567-ben ismét a lángok martalékává váljon. Ezt a kárt 1709-ben javították, és körülbelül egyharmadával meg is rövidítették az épületet: a ma látható csarnok hossza mindössze 57,5 méter. A többi épület is hasonlóan méretű volt, hogy arányban álljon a főcsarnokkal. A templomegyüttes eredetiben megmaradt épülete a Szútrák Csarnoka (hokke-dó), illetve a kincstár (Sószó-in).

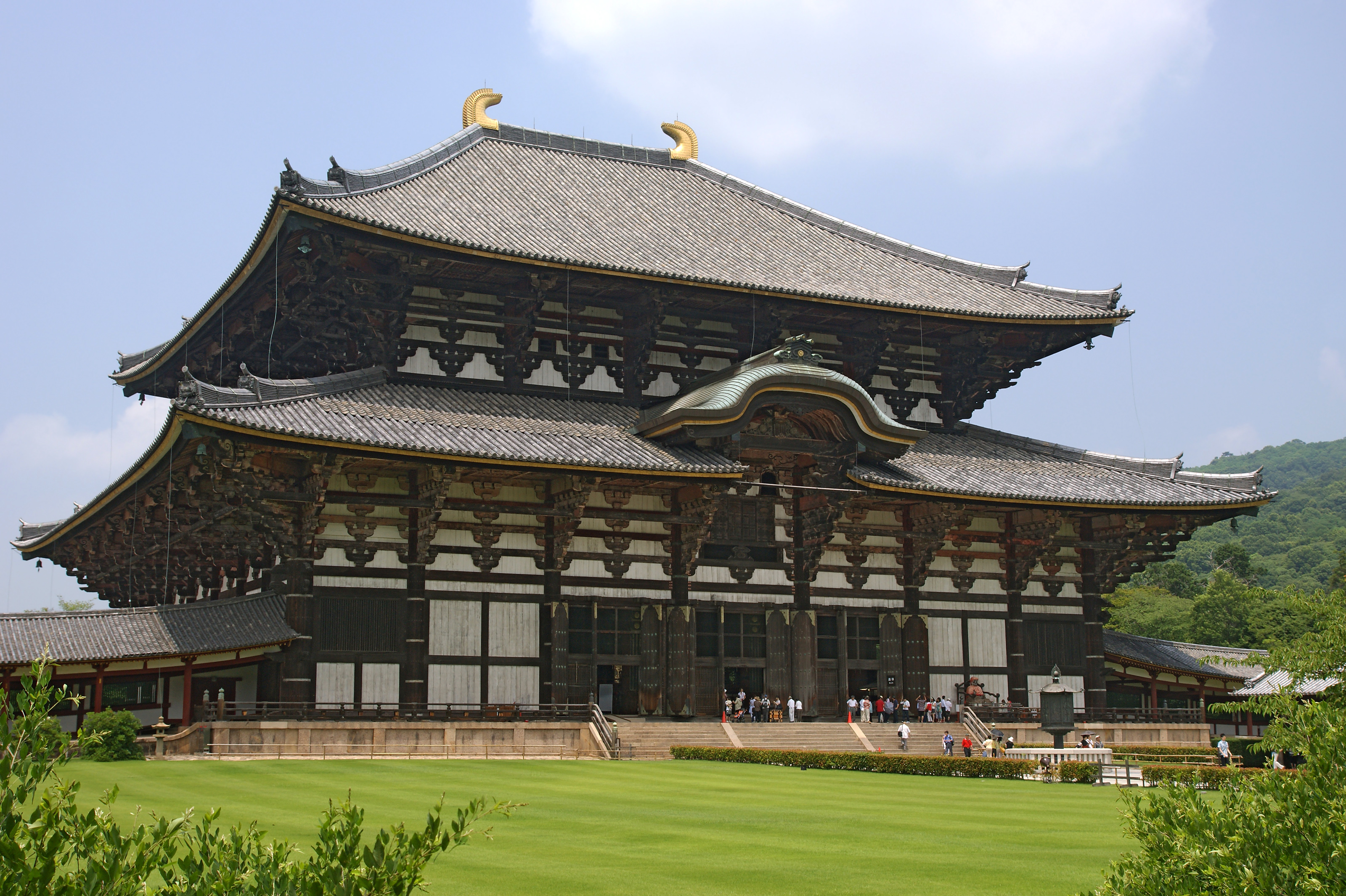
A Nagy Buddha csarnoka